# هفت کشور (کتاب)
هفت کشور یا شرح اقالیم سبعه یا صورالاقالیم کتابی‌است در جغرافیا، نوشتهٔ نویسنده‌ای ناشناخته. تألیف کتاب به سال ۷۴۸ قمری بوده‌است و به امیر مبارزالدین محمد از سلاطین آل مظفر پیشکش شده‌است.

## خبر از خشکی‌ای منطبق با آمریکای جنوبی
این کتاب از قدیم‌ترین کتاب‌هایی‌است که در آن از وجود خشکی‌ای که می‌توان گفت منطبق با آمریکای جنوبی است، به طرز ایجابی — گرچه با استدلالی که امروزه غیرقابل‌قبول است — از قول علما خبر داده شده‌است:

… و ربعی دیگر مسکون باشد و عالمی دیگر باشد و چون ما را روز باشد ایشان را شب باشد و بر عکس. چون ما را بهار باشد ایشان را خریف بود و برعکس. مغرب ما مشرق ایشان است و برعکس.

و سپس داستانی از ملاقات سرنشینان دو کشتی که یکی از شرق می‌آمد و یکی از غرب ذکر می‌کند و در ادامه می‌گوید:

پس اگر این راست است دلیل می‌کند که ربعی دیگر از کرهٔ زمین مقابل این ربع مسکون است و مغرب ما مشرق ایشان و مشرق ایشان به مغرب ما نزدیک‌تر از اطراف دیگر باشد و مسافت دریا کمتر بود و الله اعلم.